# Allium eugenii
Allium eugenii är en amaryllisväxtart som beskrevs av Aleksei Ivanovich Vvedensky. Allium eugenii ingår i släktet lökar, och familjen amaryllisväxter. Inga underarter finns listade i Catalogue of Life.